# 国立大学法人

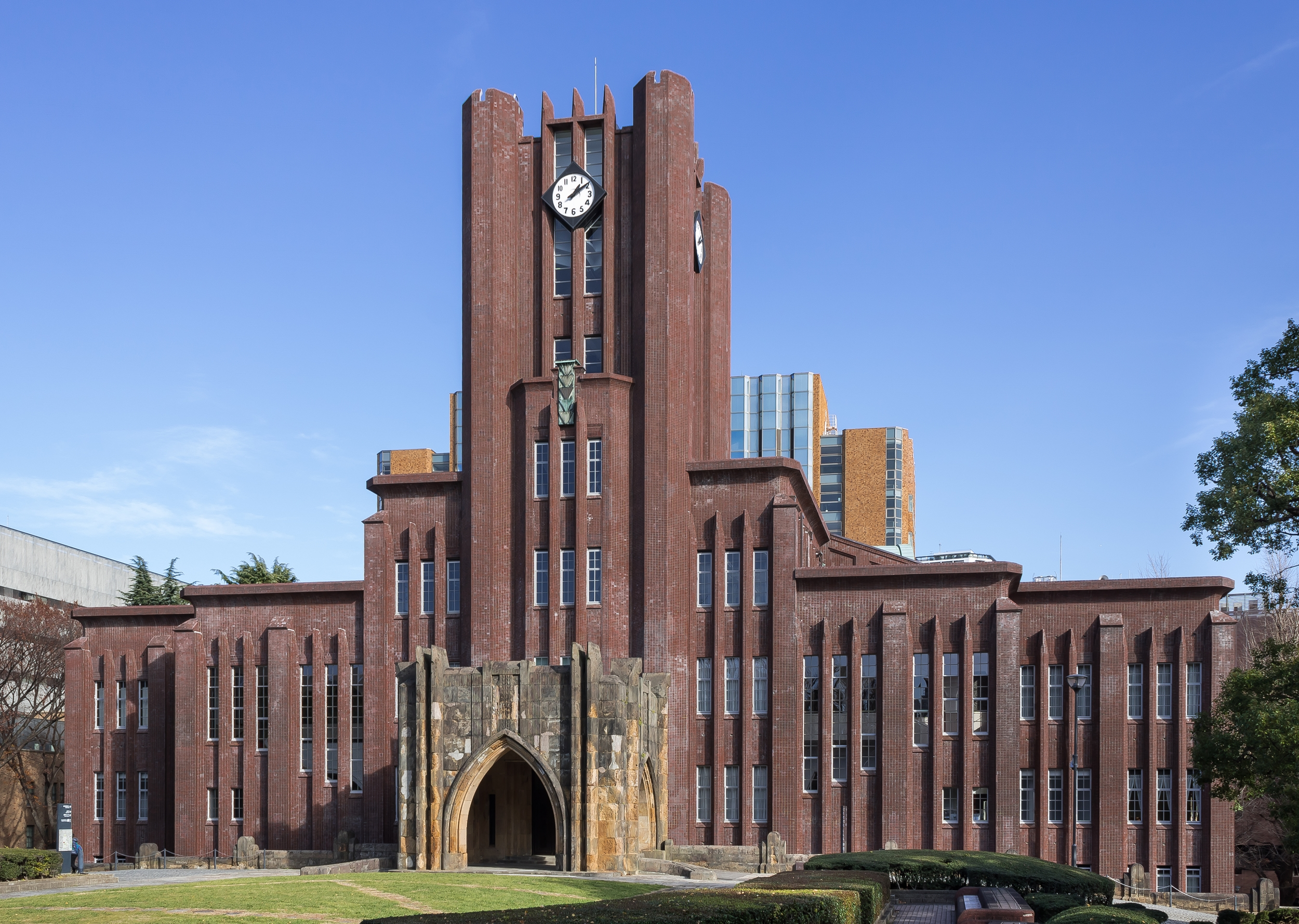
「国立大学法人東京大学」が設置する東京大学

国立大学法人（こくりつだいがくほうじん、英語: national university corporation）とは、日本の国立大学およびその附属学校を設置・運営する法人である。
2003年（平成15年）制定の国立大学法人法により設置され、これにより国立大学は国の行政機関から、国立大学法人が運営する機関となった。

## 性格
国立大学法人は独立行政法人の一形態であり、政府の施策においても国立大学法人は独立行政法人と同様に扱われる。
国立大学法人の業務の範囲は、国立大学法人法第二十二条により、次のように規定されている。

1. 国立大学を設置し、これを運営すること。
2. 学生に対し、修学、進路選択及び心身の健康等に関する相談その他の援助を行うこと。
3. 当該国立大学法人以外の者から委託を受け、又はこれと共同して行う研究の実施その他の当該国立大学法人以外の者との連携による教育研究活動を行うこと。
4. 公開講座の開設その他の学生以外の者に対する学習の機会を提供すること。
5. 当該国立大学における研究の成果を普及し、及びその活用を促進すること。
6. 当該国立大学法人から委託を受けて、当該国立大学法人が保有する教育研究に係る施設、設備又は知的基盤（科学技術・イノベーション創出の活性化に関する法律第二十四条の四に規定する知的基盤）の管理及び当該施設、設備又は知的基盤の他の大学、研究機関その他の者による利用の促進に係る事業を実施する者に対し、出資を行うこと。
7. 当該国立大学における研究の成果を活用する事業（第三十四条の二第一項に規定する事業を除く）であって政令で定めるものを実施する者に対し、出資を行うこと。
8. 当該国立大学における技術に関する研究の成果の活用を促進する事業であって政令で定めるものを実施する者に出資すること。
9. 産業競争力強化法第二十一条の規定による出資並びに人的及び技術的援助を行うこと。
10. 前各号の業務に附帯する業務を行うこと。

ただし、「研究の成果の活用を促進する事業」に出資する際には、文部科学大臣の認可を受けなければならない。
国立大学法人には、大学の理念や長期的な目標を実現するため、6年間に達成すべき業務運営に関する目標として、文部科学大臣によって「中期目標」が設定される。これは、大学があらかじめ提出する原案を踏まえ策定されるもので、2025年現在は「第4期中期目標期間」にあたる。具体的な中期目標の評価については「大学評価・学位授与機構」などの専門機関や、「国立大学法人評価委員会」によって行われる。

## 問題と批判

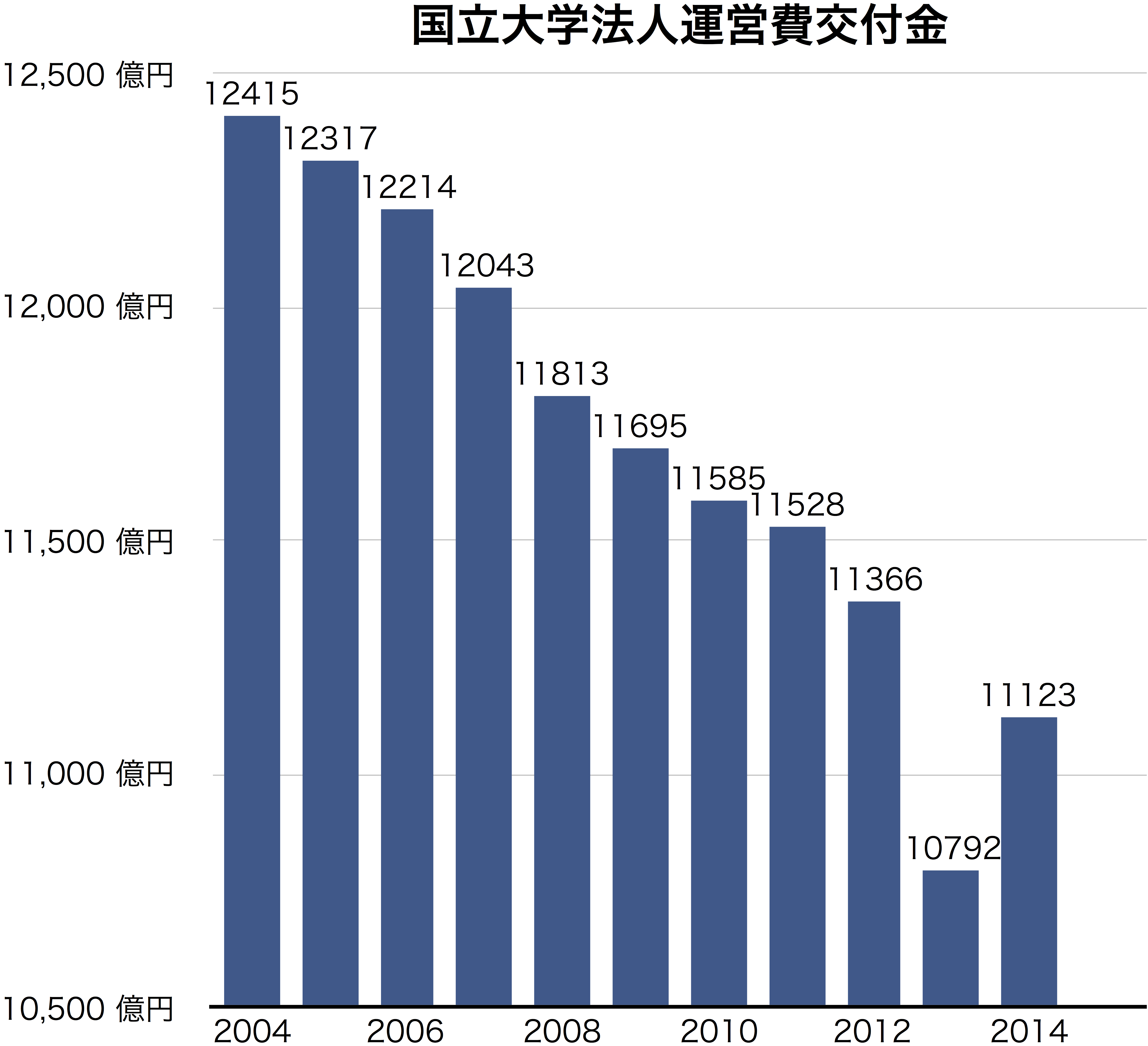
国立大学法人運営費交付金の推移（2004年度 - ）

2015年（平成27年）に国立大学協会は国立大学法人の直面する問題点として、運営費交付金、附属病院、施設整備費補助金、寄付金税制、競争的資金、制度・規制の6項目を取り上げ、運営費交付金が法人化後11年間で12％減少した一方、消費税、電気料金、電子ジャーナル料などで諸経費が高騰したことにより人件費と基盤的教育研究費が圧迫され、常勤教職員の減少や、教員の多忙化と研究時間の減少、基盤的研究費の不足による論文数の停滞などの悪影響が顕著に出ているとした。また、私立大学とは異なる税制上の扱いのため寄付金額が伸び悩んでいるとしたほか、競争的資金の使い勝手の向上が必要であるとした。
佐和隆光は滋賀大学学長時に、科学・学術研究の国際競争力が低下したこと、運営費交付金が毎年1%減額されるために、教員人件費の徹底的な節約を実施したことにより、教育の質の低下が起きたこと、外部資金の獲得競争では東京大学の一人勝ちが続くなど、大学間格差が拡大したことを指摘している。

### 予算の削減と「選択と集中」
国立大学の運営費交付金は、国立大学法人化により義務的経費から裁量的経費に変更され、基盤的経費については国立大学法人化以降、効率化係数、大学改革促進係数、機能強化促進係数などの算定ルールによって削減が為されてきた。交付金は、2004年から2024年の間に全体の13%にあたる年額1600億円が削減されている。また、この一方で競争的資金の額と交付金に占める割合が増加してきた（選択と集中）。
このような状況について、国立大学法人法成立時の附帯決議において、従来以上の国費投入額を確保するよう努めるとする合意事項があるにも関わらず交付金が減額され続けてきたことに対する批判がある。
第1期中期計画（2004年 - 2009年）では運営費交付金に対して「効率化係数」が設定され、対象となる事業費に対して一律年1%の減額が求められたほか、「経営改善係数」により、附属病院運営費交付金の交付を受ける法人に一律2%の病院収入の増収を図ることにより、附属病院運営費交付金の減額を求められた。
また、第2期中期計画（2010年 - 2015年）では「効率化係数」と「経営改善係数」が廃止された一方で、「大学改革促進係数」が創設され、この係数を活用して財源捻出を図った上で、「改革に積極的に取り組む国立大学法人」に対して重点支援を行う制度が導入された。
2009年12月25日の閣議決定「独立行政法人の抜本的な見直しについて」では、全ての独立行政法人の全ての事務・事業について、見直しが行われ、結果として独立行政法人の廃止、民営化、移管等が行われることとされ、国立大学法人もこの見直しの対象とされた。
国立大学では財政難から、必要な人数の教員や職員を確保できない事態が発生している。これは、国立大学の特徴である少人数教育を年々困難にし（例えば教職・学芸員科目以外における非常勤講師の一斉採用停止など）、大学によっては、特に文科系において教員が抜けた場合に補充が行われないという事態が起こり、大学のカリキュラムに歪みが発生している。また、一部では専攻閉鎖等も危ぶまれている。
2024年度には、東京大学が物価高などを理由とする授業料の値上げを発表し、学生らによる反対運動が発生、政府に対して運営費交付金増額の要求を含む要望書が提出されているほか、国立大学協会は「もう限界です」とする声明を発表している。
研究費調達では各大学の自助努力が求められるようになったため、寄付を募るなど運営が私立大学に近いものになってきているという指摘がある。

### 政府による統制への批判
文部科学省は、国立大学法人における「中期目標」は通常の独立行政法人における「中期目標」とは異なり、大学の意見に十分配慮の上で策定されるものであり、大学の自主性と自律性を尊重しているとしている一方で、国から国立大学法人に対しては、補助金などの財政的手段による「間接的な統制」が強まっていると批判されている。また、2023年の国大法改正においては「特定国立大学法人」と指定された大学について、中期目標は「運営方針会議」により決定されるとされ、運営方針会議の委員の任命には文部科学大臣の承認が必要なことから、国立大学への政府の関与が強まる可能性が指摘されている。
中期目標の作成、評価制度の施行により、むしろ文部科学省による各大学への関与は増大しているとの見方もある。また、中期目標・計画に関わらずとも、運営費交付金が毎年一定の率で削減されたり、評価結果と関わりなく文部科学大臣が「組織及び業務全般の見直し」の方針について通知を行っていることなどから、法人化以前に比べて政府の統制は格段に強まっているとの指摘もある。国立大学法人法第三条において「国は、この法律の運用に当たっては、国立大学及び大学共同利用機関における教育研究の特性に常に配慮しなければならない」とされているが、この条項は事実上有名無実となっているとされる。

### 組織における問題

#### 文部科学省職員の出向
法人化により新設された「理事」に、ほぼ例外なく文部科学省の職員が出向している。このため、法人化は文科官僚のポジション増設になっているとの批判がある。また、国立大学の理事から理事へと「わたり」が行われていることも指摘されている。

#### 教職員の意向と異なる学長の選出
法人化前に行われて来た学長選挙と異なり2012年時点で全体の9割ほどの国立大学法人が学長選出に際して教員（一部の大学では教職員）による意向投票が行われているが、これまでに滋賀医科大学、岡山大学、新潟大学、大阪教育大学、山形大学、高知大学、九州大学、富山大学、香川大学、東京海洋大学、京都工芸繊維大学、北海道教育大学で学長選考会議によって意向投票で2位または3位となった候補を学長に選出しており、滋賀医科大学、新潟大学、高知大学、北海道教育大学では訴訟も起きた。2005年から2007年まで文部科学省事務次官を務めた結城章夫が2007年に山形大学の学長に選出されている。
筑波大学では2020年に学長の任期が撤廃され、意向投票で2位であった永田恭介が学長に再任された。同大学では、2025年現在も永田恭介が学長を勤めている

### 時間外労働未払い問題

#### 平成18年度「国立大学法人等財務管理等に関する協議会」
- 独立行政法人国立大学財務・経営センター主催の平成18年度「国立大学法人等財務管理等に関する協議会」において、「国立大学法人化後の人事管理上の諸課題について」の中で、「5.労働基準法上の時間外労働について」と題して、文部科学省大臣官房人事課給与班 高比良主査より説明[27]。
  - 使用者が法定労働時間を超えて労働を命じるためには、あらかじめ労使協定を締結することが必要であり、また、時間外労働を命じた場合は、割増賃金を支払わなければならない。
  - 労働基準監督官による臨検の結果、超過勤務手当の不払いについて是正勧告を受けた場合には、遡って超過勤務手当等を追給することとなる。
  - 最近では、過去6ヶ月間の1日ごとのパソコンのログ履歴を調べられ、1億3千万円強の追給を行った例もある。
  - また、明確な命令があった場合だけでなく、使用者の黙示の指示があったと認められる場合も超過勤務手当の支払いが必要であることとされているので、労働時間管理については適切にお願いしたい。
  - 労働基準法等の遵守を当然の前提に、柔軟かつ機動的な組織編成や人員配置、多様な勤務形態の活用や教職員の意識改革を通じた効率化等により超過勤務の縮減に努力願いたい。

#### 京都大学
京都大学発表の「賃金不払残業への賃金の支払いについて」も参照。
- 2005年年明け - 京都上労働基準監督署へ投書（匿名）があった。
- 同年2月7日 - 監督官の調査を受け、京都大学は時間外労働の管理及び把握方法を説明。

#### 大阪大学
- 2007年12月 - 茨木労働基準監督署から労働基準法違反で是正勧告を受ける。
- 2008年3月 - 在職職員に対しての残業代の不払いが発覚。教職員229人に計1億619万円（44867時間分）を支払う。
- 2008年5月23日 - さらに教職員47人に対して、2293万円（10095時間分）を追加支給する[28]。

#### 広島大学
- 2004年8月 - 是正勧告により、職員281人に対して、未払いの残業代約3635万円を追加支給。
- 2007年12月 - 広島中央労働基準監督署が広島大学医学部附属病院を立ち入り調査。
- 2008年2月中旬 - 同監督署から労働基準法違反で是正勧告を受ける。これを受け、現役職員1619人と退職者469人を対象とする勤務実態調査に着手。
- 2008年4月4日 - 是正勧告を受けていたことが判明[29]。

### 入試における批判
学研は2013年に、入試ではこれまで国立大学協会の決定が尊重されていたが、法人化により各大学の裁量が増えた後は京都大学の入試で後期日程が廃止されたことや、国立大学協会の通知にもかかわらずセンター試験の「地歴・公民」での4単位科目の選択指定が一部大学に留まったことなどを挙げ、受験生にとっては法人化が入試の複雑化・混乱を生じたというマイナス面を指摘している。また、少子化を背景に国立大学の統廃合が避けられないことと相俟って、将来的には法人化を通じて大学は数種の類型に機能分化（種別化）していくと予想している。

## 雇用
国立大学法人化前は役員・職員は公務員とされたが、法人化後は公務員ではなくなりみなし公務員となった（非公務員化）。そのため、国立大学職員には国家公務員法や人事院規則等の規定が適用されなくなり、労働基準法や労働安全衛生法等に基づいて各国立大学法人が自主的に就業規則を定めることとなった。このことにより、例えば、国家公務員法等による兼業規制が緩和されたり、産学連携等を容易に行うことが可能となった。
職員の宿舎には、従来どおり国家公務員宿舎の文部科学省割り当てを利用する事が可能である（臨時的任用職員やポスドクを除く）。健康保険、年金保険については、国家公務員共済組合法第124条の3の規定により、職員（国家公務員共済組合法の対象となる）とみなされるため、文部科学省共済組合に加入する（臨時的任用職員やポスドクは、常時勤務を要する職員でないため対象外）。雇用保険については、雇用保険法第6条第6号の「国、都道府県、市町村その他これらに準ずるものの事業に雇用される者のうち、離職した場合に、他の法令、条例、規則等に基づいて支給を受けるべき諸給与の内容が、求職者給付及び就職促進給付の内容を超えると認められる者であつて、厚生労働省令で定めるもの」として厚生労働省令で指定されれば適用除外になったが、雇用保険法施行規則第4条で、国立大学法人職員は指定されなかった。つまり厚生労働大臣が諸給与の内容が、求職者給付及び就職促進給付の内容を超えると認めなかったわけである。このため、雇用保険の加入が義務付けられた分、経済的負担は増加した（ただし退職時には失業等給付が受けられるようになった）。海外出張については、従来は公用旅券の発給が受けられたが、国立大学法人化以降は、政府（各省庁）や国際機関の依頼、もしくは旅費が支給される出張等に限定された。

## 一覧
2004年に87の国立大学法人が発足し、2025年現在で81法人（85大学）が国立大学協会会員となっている。

### 指定国立大学法人
2016年の第190回国会で国立大学法人法が改正され、指定国立大学法人制度が制定された。指定を受ける法人は国立大学法人法の本文中では指定されず、文部科学大臣が指定する。この点で、同時期に制定された特定国立研究開発法人制度とは異なる。
指定国立大学法人制度では、世界最高水準の教育研究活動の展開が相当程度見込まれる国立大学法人を「指定国立大学法人」と指定し、法人の研究成果を活用する事業者への出資を認めるほか、中期目標に関する特例等について定めるとされた。
第3期中期目標期間（2016年 - 2021年）における申請要件は、「研究力」に関する2つの国内ランキング、「社会との連携」に関する3つの国内ランキング、「国際協働」に関する3つの国内ランキングが提示され、それら3つの領域において各々1つ以上が国内10位以内に位置している国立大学法人が申請できるとされた。
これに対して、東北大学、東京大学、京都大学、東京工業大学、名古屋大学、大阪大学、一橋大学の7大学法人が申請し、2017年6月30日に東北大学、東京大学、京都大学の3大学法人が指定、残る4法人は指定候補とされた。指定候補とされた法人のうち、東京工業大学、名古屋大学の2大学法人は再審査を申請し、2018年3月20日に追加指定された。また、その後にも大阪大学が再審査を申請し、2018年10月23日に追加指定された。2019年9月5日には残っていた一橋大学も指定された。2020年10月15日には新たに東京医科歯科大学、筑波大学の2大学法人が指定、2021年11月22日には、九州大学が追加指定された。
2021年11月現在、旧帝国大学の内北海道大学のみが指定国立大学法人に申請しなかったため、不認定状態である。
| 申請した法人                                     | 本部所在地                                                                                     | 指定年月日     |
| ------------------------------------------------ | ---------------------------------------------------------------------------------------------- | -------------- |
| 国立大学法人東北大学                             | 宮城県仙台市青葉区（北緯38度15分15秒 東経140度52分25秒 / 北緯38.25417度 東経140.87361度）      | 2017年6月30日  |
| 国立大学法人東京大学                             | 東京都文京区（北緯35度42分48.4秒 東経139度45分44.1秒 / 北緯35.713444度 東経139.762250度）      | 2017年6月30日  |
| 国立大学法人京都大学                             | 京都府京都市左京区（北緯35度1分34.1秒 東経135度46分50.9秒 / 北緯35.026139度 東経135.780806度） | 2017年6月30日  |
| 国立大学法人東京工業大学（現：東京科学大学）     | 東京都目黒区（北緯35度36分21.4秒 東経139度41分0.8秒 / 北緯35.605944度 東経139.683556度）       | 2018年3月20日  |
| 国立大学法人東海国立大学機構名古屋大学           | 愛知県名古屋市千種区（北緯35度9分12秒 東経136度58分4.7秒 / 北緯35.15333度 東経136.967972度）   | 2018年3月20日  |
| 国立大学法人大阪大学                             | 大阪府吹田市（北緯34度49分7秒 東経135度31分26秒 / 北緯34.81861度 東経135.52389度）             | 2018年10月23日 |
| 国立大学法人一橋大学                             | 東京都国立市（北緯35度41分37.46秒 東経139度26分42.32秒 / 北緯35.6937389度 東経139.4450889度）  | 2019年9月5日   |
| 国立大学法人東京医科歯科大学（現：東京科学大学） | 東京都文京区（北緯35度42分5秒 東経139度45分55秒 / 北緯35.70139度 東経139.76528度）             | 2020年10月15日 |
| 国立大学法人筑波大学                             | 茨城県つくば市（北緯36度6分41秒 東経140度6分41秒 / 北緯36.11139度 東経140.11139度）            | 2020年10月15日 |
| 国立大学法人九州大学                             | 福岡県福岡市西区（北緯33度35分49秒 東経130度13分25秒 / 北緯33.59694度 東経130.22361度）        | 2021年11月22日 |

### 特定国立大学法人
2023年の国立大学法人法の改正で、政府によって「特定国立大学法人」と指定された大学には、学長選考・監察会議と学長が協議の上、文部科学大臣の承認を得て学長が任命する委員からなる「運営方針会議」を設置することが義務付けられた。
同改正法では、学長は運営方針会議に大学法人の運営状況について報告する必要があるほか、運営方針会議は学長に解任の必要があると認められた場合、学長選考・監察会議に報告する必要があることが定められている。
2024年時点で、特定国立大学法人には東北大、東京大、東海国立大学機構（岐阜大、名古屋大）、京都大、大阪大が指定されている。
同時期に制定された国際卓越研究大学法による国際卓越研究大学とは異なる。こちらは公立大学や私立大学も対象である。

## 法人の統合
国立大学が法人化された2003年から2024年7月までに、2組5大学で統合が行われている。国立大学法人法の施行当初は、1つの国立大学法人が1つの国立大学を運営する形とされており、これにより国立大学法人を統合する場合は存続する法人（新設合併の場合は新設法人）が設置する大学のみが存続するという形を取る必要があった。
一方で、2019年の第198回通常国会で国立大学法人法の一部改正を含む「学校教育法等の一部を改正する法律」（文部科学省）が成立し、一つの国立大学法人が複数の国立大学を運営（アンブレラ方式）することが可能になった。国立大学法人の統合には、国立大学法人法の改正が必要となる。
国立大学法人の統合は近年増えているとされる。

### 統合された法人の一覧

#### アンブレラ方式導入前
| 統合年月日    | 統合前の国立大学法人         | 統合前の国立大学 | 統合後の国立大学法人        | 統合後の国立大学 | 備考     |
| ------------- | ---------------------------- | ---------------- | --------------------------- | ---------------- | -------- |
| 2005年10月1日 | 国立大学法人富山大学         | 富山大学         | （新） 国立大学法人富山大学 | 富山大学         | 新設合併 |
| 2005年10月1日 | 国立大学法人富山医科薬科大学 | 富山医科薬科大学 | （新） 国立大学法人富山大学 | 富山大学         | 新設合併 |
| 2007年10月1日 | 国立大学法人大阪大学         | 大阪大学         | 国立大学法人大阪大学        | 大阪大学         | 吸収合併 |
| 2007年10月1日 | 国立大学法人大阪外国語大学   | 大阪外国語大学   | 国立大学法人大阪大学        | 大阪大学         | 吸収合併 |

#### アンブレラ方式導入後
| 統合年月日   | 統合前の国立大学法人     | 統合前の国立大学 | 統合後の国立大学法人           | 統合後の国立大学 |
| ------------ | ------------------------ | ---------------- | ------------------------------ | ---------------- |
| 2020年4月1日 | 国立大学法人岐阜大学     | 岐阜大学         | 国立大学法人東海国立大学機構   | 岐阜大学         |
| 2020年4月1日 | 国立大学法人名古屋大学   | 名古屋大学       | 国立大学法人東海国立大学機構   | 名古屋大学       |
| 2022年4月1日 | 国立大学法人小樽商科大学 | 小樽商科大学     | 国立大学法人北海道国立大学機構 | 小樽商科大学     |
| 2022年4月1日 | 国立大学法人帯広畜産大学 | 帯広畜産大学     | 国立大学法人北海道国立大学機構 | 帯広畜産大学     |
| 2022年4月1日 | 国立大学法人北見工業大学 | 北見工業大学     | 国立大学法人北海道国立大学機構 | 北見工業大学     |
| 2022年4月1日 | 国立大学法人奈良教育大学 | 奈良教育大学     | 国立大学法人奈良国立大学機構   | 奈良教育大学     |
| 2022年4月1日 | 国立大学法人奈良女子大学 | 奈良女子大学     | 国立大学法人奈良国立大学機構   | 奈良女子大学     |

- 2018年12月25日、名古屋大学と岐阜大学の国立2大学法人は、両法人を統合することについて、合意書を締結[46][47]。2020年度にも「国立大学法人東海国立大学機構」を新設し、傘下に両大学が入ることで、経営の効率化と研究・教育分野の強化を目指すことが発表された[48][49]。2020年4月1日、名古屋大学と岐阜大学の国立2大学法人を統合することを規定した「学校教育法等の一部を改正する法律（令和元年5月24日法律第11号）」が施行され、「国立大学法人東海国立大学機構」が設置された。

- 2018年5月29日、小樽商科大学、帯広畜産大学、北見工業大学の国立3大学法人は、2022年4月に「国立大学法人北海道連合大学機構（仮称）」を新設し統合することについて、基本合意書を締結[50][51][52]。その後、2020年3月4日に3大学が法人統合に関してまとめた中間報告により、新法人名を「国立大学法人北海道国立大学機構」とし、その本部を帯広市内に置くことが決まった[53]。この統合のための法案は、奈良教育大学と奈良女子大学の統合と合わせ、2021年3月2日に「国立大学法人法の一部を改正する法律案」として閣議決定[54]。この法案は2021年4月22日に衆議院で、5月14日に参議院で可決[55]され、5月21日に法律第41号として公布された。施行は2022年4月1日。

- 2018年7月27日、奈良教育大学と奈良女子大学の国立2大学法人は、2021年度に「国立大学法人奈良（仮称）」を新設し、統合することについて、合意書を締結[56][57]。また、2021年3月2日に国立大学法人法の一部を改正する法律案」が閣議決定され、両大学を置く統合新法人を「国立大学法人奈良国立大学機構」とすることが決まった[58]。法案の審議経緯、公布施行は上記、小樽商科大学、帯広畜産大学、北見工業大学の法人統合を参照。

- 2019年3月29日、静岡大学と浜松医科大学の国立2大学法人は、2022年度に「国立大学法人静岡国立大学機構（仮称）」を新設すること、並びに新法人の傘下となる両大学を静岡地区大学、浜松地区大学の2大学に再編することについて、合意書を締結[59][60]。

両大学の統合再編には、強い反対の動きもある。統合再編が他の統合事例とは異なり、法人統合のみならず大学（特に静岡大学の2分割）を伴い、地元（静岡市）の理解を得られる前に推進している事から、静岡地区の教員・学生を中心に強い反対運動が起きている。ただし、静岡大学においても法人の統合自体には反対の動きはない。両大学の法人統合は、具体的には、(1) 浜松市にある静岡大学浜松キャンパス（工学部、情報学部）と浜松医科大学を浜松地区大学、(2) 静岡市にある静岡大学静岡キャンパス（人文社会科学部、教育学部、農学部、理学部）を静岡地区大学、と名称することである。
しかしながら、この大学機構（アンブレラ方式）発足については大学内部からの教職員の反対署名・請願が多数出されたほか、2019年8月に学生から合意の説明を求める1000名を超える署名が出された。また、2019年8月には静岡市議会が超党派で反対を文部科学省に申し入れるなど、反対の動きが活発化しており、今後、波乱が予想されるとの指摘もある。
反対の動きは、静岡大学の静岡キャンパスを中心としたものだが、同大の浜松キャンパスでは、新大学の大学名称をめぐって、対立がある。大学名として有力とされる「浜松医工学科大学」が採用された場合、静岡大学情報学部は、情報学部の存在感が薄れてしまうことを懸念し、「もし決定されるようなことがあれば、大学統合への参加を見直すことも辞さない覚悟」として、2019年7月に情報学部情報社会学科が反対決議を出したほか、情報学部の学生有志も438名の反対署名を同大学長に提出した。
さらに、2019年9月30日の静岡市議会本会議では、両大学の法人統合・再編について、静岡市の田辺信宏市長が、「大学の統合再編については、地元自治体の十分な理解を得て進めることが最も重要」という文部科学省の通知（2019年7月12日）を根拠として、「静大の取り組みは不十分な状況にあるといわざるを得ない」と答弁し、大学の説明不足を批判した。田辺市長は、同答弁で、静岡大の石井潔学長から、「（市に）ゼロベースでの議論をお願いしたいと申し出があった」とも明らかにした。
- 2022年8月9日、東京医科歯科大学と東京工業大学の国立2大学法人は、統合に向けて協議を開始することを発表した[71]。実現すれば、初めての指定国立大学同士の統合となる[72]。同年10月14日、両法人は、それぞれの法人及び大学を統合して（アンブレラ方式の統合でなく）1法人1大学とする点で合意に達し、2024（令和6）年度中を目途として可能な限り早期の法人統合及び大学統合を目指すこと、そのために合同の「統合準備委員会」（委員長は両法人の長が共同で就任）を設置することなどを内容とする基本合意書を締結した[73]。国立大学間における1法人1大学とする統合は、実現すれば2007年の国立大学法人大阪大学と国立大学法人大阪外国語大学の統合以来のこととなる。

2023年1月19日、統合後の新大学名称を「東京科学大学」とすることが公表された。これにより2024年10月1日より新法人の名称は「国立大学法人東京科学大学」とすることとなった。なお、統合の形式については、国立大学法人東京工業大学を国立大学法人東京科学大学に改称し、国立大学法人東京医科歯科大学を吸収合併する形で行われる。

## その他
- 銀行振込の際の略称は「ダイ」とされている。
- 国立大学法人に勤務する職員の数は、2010年度時点でおよそ65,000人である[75]。
- 法人化以降、職員の採用は全国において同日程で行われる一次試験の後、各地方ブロック毎に行われる。
- 資源エネルギー庁によるエネルギー管理指定工場に85法人が指定されている[76]。

### 紺綬褒章の申請対象となる公益団体の認定
- 国立大学法人に対し、公益のために私財（例：個人の場合500万円以上）を寄附した者・法人を対象とした「褒章条例に関する内規第2条に基づく公益団体」として内閣府賞勲局より各国立大学法人ごとに認定を受けている[77][78]。寄附を受けた各大学が対象者・法人に対して紺綬褒章の授与申請を文部科学省を通じて行える。